# Mbed
Mbed — программно-аппаратная платформа и одноимённая операционная система для устройств на базе 32-разрядных микроконтроллеров семейства ARM Cortex-M. Проект был запущен компанией ARM совместно с другими компаниями.
Платформа работает онлайн и содержит интегрированную среду разработки (IDE) включая текстовый редактор, компилятор, набор библиотек и примеры программного кода. К аппаратной части относятся платы от ARM, семейства плат mbed и FRDM от NXP Semiconductors, семейство Nucleo от STMicroelectronics, семейство EFM32 от Silicon Labs и многие другие.

## Программирование
Отличительной чертой mbed является вариант работы, при котором программист не нуждается в инсталляции специального инструментария для программирования контроллеров. В этом варианте для написания кода используется онлайн IDE, работающая через браузер. Компиляция также производится онлайн. Облачное хранение кода поддержано онлайн системой контроля версий Mercurial. Программист скачивает на свой компьютер уже двоичный исполняемый файл, который может тут же загрузить на одну из поддерживаемых плат. На некоторых из предлагаемых плат установлен USB-загрузчик, имитирующий флешку: запись файла на эту флешку приводит к прошивке программной памяти микроконтролера. Таким образом, программист не нуждается ни в каких специальных программных или аппаратных инструментах, а работа может быть выполнена даже на планшете.
Платформа состоит из двух частей: ядра, над которым работает команда профессиональных программистов, и компонентов, в создании которых может принять участие любой желающий.
Список поддерживаемых плат можно найти на сайте сообщества. Имеются русскоязычные обзоры для демонстрационных плат EFM32, STM32 NXP.